# Jimmy Perry
Jimmy Perry (20 de septiembre de 1923 – 23 de octubre de 2016) fue un guionista y actor inglés, conocido por escribir las sitcoms de la BBC Dad's Army (1968–77), It Ain't Half Hot Mum (1974–81), Hi-De-Hi (1980–88) y You Rang, M'Lord? (1988–93), todas ellas en colaboración con David Croft. Perry también fue uno de los creadores del tema musical de Dad's Army, "Who Do You Think You Are Kidding, Mr. Hitler?", compuesto con Derek Taverner, y por el cual obtuvo el Premio Ivor Novello concedido por la Academia Británica de Compositores y Autores en 1971.

## Biografía

### Carrera
Nacido en el distrito londinense de Barnes, Inglaterra, su padre era Arthur Perry, un vendedor de antigüedades, fundador de la British Antique Dealers' Association. Jimmy Perry fue educado en dos escuelas independientes, Colet Court y St Paul's School, las cuales se encontraban en Hammersmith, en el oeste de Londres.
Tras dejar la escuela, trabajó un tiempo en la tienda de su padre y en la empresa Waring & Gillow, entre otras ocupaciones. Con el inicio de la Segunda Guerra Mundial, su familia se mudó a Watford, en las afueras de Londres, donde su padre se encargó del negocio de un tío. En Watford sirvió en la Home Guard, a la cual se unió en 1940, y a la vez se inició en representaciones teatrales de aficionados. En 1943 ingresó en la Royal Artillery, y al siguiente año fue destinado a Bombay, en India, y después a Birmania. Durante el servicio colaboró con el servicio de entretenimiento Combined Services Entertainment. Desmovilizado y de nuevo en el Reino Unido, se formó como actor en la Real Academia de Arte Dramático (RADA), coincidiendo en la época con actores como Joan Collins, Lionel Jeffries y Robert Shaw.
Ya graduado en la RADA, empezó a trabajar en musicales representados en los teatros del West End a partir de 1950, y desde 1956 a 1965, Perry fue actor y gerente del Watford Palace Theatre, en colaboración con su esposa Gilda. Ruth Llewellyn, más tarde conocida como Ruth Madoc, fue una de las actrices que trabajó allí en la época. La compañía incluía también a Glenda Jackson, Michael Knowles, Colin Bean, John Clegg y Mavis Pugh.
En 1965 dejó el Watford Palace Theatre, y Perry se sumó a la compañía de Joan Littlewood, Theatre Workshop, actuando en el Theatre Royal Stratford East, permaneciendo dos años con la formación.
Inspirado tras ver la comedia de Will Hay Oh, Mr Porter! (1937), decidió utilizar el método de Hay para crear un proyecto propio. Mientras tanto, Perry obtenía algunos pequeños papeles televisivos, entre ellos uno en la sitcom de Reg Varney Beggar My Neighbour, la cual producía David Croft. Perry propuso a Croft crear una sitcom con historias basadas en sus experiencias en la Home Guard, y que él titulaba The Fighting Tigers, llevando así la idea a Michael Mills, director de comedia de la BBC. David Croft trabajó con los guiones, dado que Perry no tenía en aquella época tal experiencia, y a la serie se le dio el título de Dad's Army, sugerido por Mills. A pesar de algunas dudas sobre la conveniencia del tema tratado en la serie, ésta se estrenó el 31 de julio de 1968, haciendo Perry un cameo en el sexto episodio, "Shooting Pains". En su mejor momento, la serie llegó a tener 18 millones de espectadores. Se emitió durante nueve años, entre 1968 y 1977, y tuvo dos versiones cinematográficas, Dad's Army en 1971, y Dad's Army en 2016. Además, también dio lugar a un espectáculo teatral y a una versión radiofónica.
Poco después de empezar Dad's Army, Perry escribió The Gnomes of Dulwich (1969), serie protagonizada por Hugh Lloyd y Terry Scott, y que tenía como personajes a gnomos, un tema que siempre había interesado a Perry. Duró una temporada de seis episodios, y no tuvo buena recepción por parte de la crítica.
Lollipop Loves Mr Mole (1971–1972) fue un show que también protagonizaba Hugh Lloyd, y fue la única sitcom escrita en solitario por Perry.
Perry y Croft volvieron a colaborar en It Ain't Half Hot Mum (1974–81), inspirada por sus experiencias en el Royal Artillery Concert Party en Deolali, India. Perry rechazó las críticas a la elección del Michael Bates como el personaje indio Rangi Ram, y en la producción actuaban también Windsor Davies, Melvyn Hayes y George Layton. Se emitió ocho temporadas con 56 episodios, con 17 millones de espectadores en su mejor momento.
The Rear Guard (1976) fue un episodio piloto basado en un capítulo de Dad's Army, "The Deadly Attachment", rodado para la cadena estadounidense ABC, pero ni Jimmy Perry o David Croft escribieron el guion. No tuvo una buena acogida en América, y no llegó a rodarse la correspondiente serie.
A finales de los años 1970, Perry fue presentador de la serie de la BBC Turns, dedicada al music hall de las décadas de 1930 y 1940, así como al cine de la época.
Para Hi-de-Hi! (1980–88), Perry volvió a trabajar con David Croft. El episodio piloto tuvo únicamente 4,4 millones de espectadores, pero la audiencia llegó hasta los 15,45 millones en el transcurso de la serie. Actuaban en la misma Simon Cadell, Paul Shane, Ruth Madoc y Jeffrey Holland. 
You Rang, M'Lord? (1988–93) fue su última colaboración con Croft. Perry había intentado sacar adelante el proyecto a principios de los años 1980, cuando trabajaba con Jeremy Lloyd. Lloyd prefirió centrarse en una sitcom sobre la Resistencia francesa, que se titularía Allo, Allo. Cinco años después los dos guionistas retomaron el proyecto, que en un principio no fue bien recibido por la crítica, a pesar de tener hasta 10 millones de espectadores, con un particular éxito en Hungría. En la serie actuaban Michael Knowles, Donald Hewlett, Paul Shane, Jeffrey Holland, Su Pollard y Bill Pertwee.
En 1994 trabajó en una sitcom sobre los inicios de la BBC en la década de 1920, London Calling, la cual se emitió por radio con cuatro episodios, resultando Perry orgulloso del resultado.
Perry creó otras dos series de corta vida sin David Croft, Room Service (1979) para Thames Television, y High Street Blues (1989), escrita junto a Robin Carr. Sin embargo, Perry admitió que las dos eran de muy baja calidad.
A pesar de su éxito televisivo, Perry siempre tuvo una especial predilección por el teatro. A finales de la década de 1990 inició su más ambiciosa empresa en el sector, un musical titulado That’s Showbiz, 'The Light, The Music & The Knife In The Back'. La música era de Roy Moore, y el show se estrenó en el New Wimbledon Theatre, con un elenco formado por actores como Ted Rogers, Su Pollard, Carmen Silvera y Peter Baldwin.

### Vida personal
Era primo lejano de la actriz Jane Perry, y en 1953 se casó con la actriz Gillian Margaret Holland (conocida profesionalmente como Gilda Neeltje, nacida en julio de 1933), hermana menor de otra actriz, Diane Holland. El matrimonio tuvo un hijo, Jimmy, que falleció en 1977, a los 19 años de edad, en un accidente de motocicleta.
Perry fue nombrado Oficial de la Orden del Imperio Británico (OBE) en 1978 junto a David Croft. Además, en 1982 ingresó en la fraternidad Grand Order of Water Rats.
Jimmy Perry falleció el 23 de octubre de 2016 en el barrio londinense de Hammersmith, tras una corta enfermedad. Tenía 93 años de edad. Le sobrevivió su esposa Gillian (de la que se había separado) y su compañera durante largo tiempo, la diseñadora de vestuario Mary Husband.

## Filmografía

### Actor
- 1955 : The Water Gipsies (telefilm)
- 1960 : Les Cinq Dernières Minutes (serie TV)
- 1966 : Hugh and I (serie TV, 1 episodio)
- 1967 : Beggar My Neighbour (serie TV, 1 episodio)
- 1969 : Dad's Army (serie TV, 1 episodio)
- 1969 : The Gnomes of Dulwich (serie TV, 1 episodio)
- 1980 : It Ain't Half Hot Mum (serie TV, 1 episodio)

### Guionista
- 1968-1977 : Dad's Army (serie TV, 80 episodios)
- 1969 : The Gnomes of Dulwich (serie TV, 6 episodios)
- 1970 : A Royal Television Gala Performance (especial TV)
- 1970 : ‘Wiltons’ - The Handsomest Hall in Town (especial TV)
- 1971 : Dad's Army
- 1972 : Lollipop Loves Mr Mole (serie TV, 12 episodios)
- 1974 : It Ain't Half Hot Mum (serie TV, 57 episodios)
- 1976 : The Rear Guard (telefilm)
- 1978 : The Old Boy Network (serie TV, 1 episodio)
- 1979 : Room Service (serie TV, 7 episodios)
- 1980-1988 : Hi-de-Hi! (serie TV, 58 episodios)
- 1982-1989 : Turns (serie TV, 14 episodios)
- 1988-1993 : You Rang, M'Lord? (serie TV, 26 episodios)
- 1989 : High Street Blues (serie TV, 6 episodios)